# Mieszko I van Polen
Mieszko I of Misiko, ook Dago, Dagomer (circa 935 - 25 mei 992) was de eerste historische hertog van de Polanen. Hij was de zoon van de legendarische Siemomysl. Van Mieszko is bekend dat hij de eed als leenman aan keizer Otto I van het Heilige Roomse Rijk en aan markgraaf Gero aflegde, nadat hij door hen was verslagen. Daarmee begon zijn regering in 963. In 964/965 trouwde hij met Dubravka (Dubravy) de dochter van Boleslav I, hertog van Bohemen. Hij bestreed de stammen van de  Wilzen en de Wollinen aan de Oostzee, die werden gesteund door de Saksische graaf Wichman. Op 4 april 966 werd Mieszko gedoopt te Regensburg en daarna stichtte hij een kerk in Gniezno. Die stad is sindsdien de hoofdzetel van de Katholieke Kerk in Polen. Na zijn doop probeerde Mieszko zijn gebied door verovering te vergroten met als argument de kerstening. Op 29 september 967 versloeg hij met Boheemse steun Wichman aan de rivier de Warta, waarbij Wichman werd gedood. Hij veroverde het westen van Pommeren en bouwde kastelen in Poznań (Ostrów Lednicki) en Gniezno. 
Toen Mieszko zich stevig had gevestigd begon hij zich onafhankelijker op te stellen tegen zijn Duitse heren. Hij kreeg een conflict met de Saksische markgraaf Hodo over de rechten op de belastingen van de Slavische stammen aan de Odermonding. Op 24 juni 972 versloeg hij door een slimme tactiek Hodo in een veldslag bij Cedynia: Mieszko verdedigde met zijn bescheiden cavalerie de voorde van de Oder maar werd natuurlijk verslagen door de overmacht van de Saksische cavalerie. Mieszko vluchtte naar de stad Cedynia en de achtervolgende Saksische troepen werden in de flank aangevallen door de Poolse infanterie die zich op een beboste heuvel had schuilgehouden. De Saksen werden met grote verliezen verslagen. In 973 was hij deelnemer aan de Rijksdag van Quedlinburg. Mieszko en Hodo moesten daar van keizer Otto II hun geschillen bijleggen. Mieszko moest zijn zoon Bolesław als gijzelaar achterlaten maar was wel zo slim om een lok van zijn haar aan de paus te zenden, waarmee hij zijn zoon onder diens bescherming plaatste. Dat weerhield Mieszko er echter niet van om al in 974 de opstand van Hendrik II van Beieren (hertog) te steunen. De opstand mislukte en dat bleef blijkbaar zonder grote gevolgen voor Mieszko.
In 978 trouwde hij opnieuw met Oda, de dochter van Theoderic (Diederik) von Haldensleben van de Nordmark, na haar (met instemming van haar familie) uit het klooster Kalbe ontvoerd te hebben. In 979 wist hij de Odermonding definitief in handen te krijgen maar in 981 verloor hij gebieden aan de Westelijke Boeg aan Vladimir van Kiev. In 984 steunde hij opnieuw de poging van Hendrik II van Beieren om koning van Duitsland te worden maar ging later over naar het kamp van keizer Otto III. Hij hielp Otto in 986 om Meissen en de Lausitz te veroveren en steunde hem in 991 in de Saksische Noordmark.
Als tegenprestatie hielp Otto Mieszko om Silezië en Klein-Polen te veroveren ten koste van Bohemen.
Mieszko is begraven in de kathedraal van Poznań. Bij zijn dood liet hij de Dagome Iudex achter, een index van het land en zijn grenzen. In dit boek worden Oda, haar echtgenoot en hun zonen beschreven. Het origineel is verloren, maar er is een verwijzing naar in een kerkboek van 90 jaar later.
Volgens middeleeuwse bronnen had Mieszko zeven vrouwen die hij allemaal heeft verstoten om met Dubravka te kunnen trouwen. Het aantal is vermoedelijk overdreven maar het is aannemelijk dat hij voor zijn huwelijk met Dubravka al getrouwd is geweest. De namen van zijn eerdere vrouwen of hun kinderen zijn niet bekend.

Mieszko en Dubravka kregen de volgende kinderen:
- Bolesław I
- mogelijk Vladivoj van Bohemen
- mogelijk Tove, vrouw van Harald I van Denemarken
- mogelijk een onbekende dochter die wordt geïdentificeerd als Sigrid de Hooghartige, die eerst zou trouwen met koning Erik Segersäll van Zweden en daarna (als 'Gunhild') met Sven Vorkbaard van Denemarken. Zij was de moeder van koning Knoet de Grote van Engeland en Denemarken.

NB: Harald was de vader van Sven maar Tove was niet zijn moeder, de speculaties over Tove en Sigrid zijn dus niet bij voorbaat strijdig met elkaar. Er zijn theorieën dat Mieszko zelf ook uit Scandinavië stamde (vandaar de naam Dagomer).

Mieszko en Oda kregen de volgende kinderen:
- Mieszko
- Šwiętopołk
- Lambert

Oda en haar zoons werden na de dood van Mieszko verbannen door Bolesław.
Siemowit · Lestko · Siemomysł · Mieszko I · Bolesław I · Mieszko II Lambert · Bezprym · Mieszko II Lambert · Casimir I · Bolesław II · Wladislaus I Herman · Zbigniew · Bolesław III · Wladislaus II · Bolesław IV · Mieszko III · Casimir II · Leszek I · Wladislaus III · Mieszko IV · Koenraad · Hendrik I · Hendrik II · Koenraad · Bolesław V · Leszek II · Hendrik IV · Przemysł II · Wenceslaus II · Wenceslaus III · Wladislaus I · Casimir III · Lodewijk · Hedwig · Wladislaus II Jagiello · Wladislaus III · Casimir IV · Jan I Albrecht · Alexander · Sigismund I · Sigismund II August I · Hendrik · Anna · Stefanus Báthory · Sigismund III · Wladislaus IV · Jan II Casimir · Michaël Korybut Wiśniowiecki · Jan III Sobieski · August II · Stanislaus I Leszczyński · August II · Stanislaus I Leszczyński · August III · Stanislaus II August Poniatowski